# Clan Campbell
El Clan Campbell (en gaélico escocés: Na Caimbeulaich) es un clan escocés de las Highland. Históricamente uno de los mayores y más poderosos de entre los clanes de las Highland, sus tierras se ubicaban en Argyll y el jefe del clan se convertiría con el tiempo en Conde y posteriormente Duque de Argyll.

## Historia

### Orígenes
En genealogías tradicionales del Clan Campbell, sus orígenes se remontan a los antiguos Britanos de Strathclyde; el más antiguo Campbell que aparece en los registros es Gillespie, en 1263. Las primeras concesiones a Gillespie y sus familiares estaban en el centro-este de Escocia, pero la conexión de la familia con Argyll venía de algunas generaciones atrás, cuándo un Campbell se casó con la heredera de los O'Duines, aportando el Señorío de Loch Awe al matrimonio. Por ello, el antiguo nombre del Clan era O'Duine, reemplazado posteriormente por Clann Diarmaid. Este nombre provenía de cierta conexión con Diarmid el Jabalí, un gran héroe de la mitología Celta.
La sede original del Clan Campbell estaba, o en Innis Chonnell en Loch Awe o en Caisteal na Nigheann Ruaidh en Loch Avich. El poder del clan se extendió rápidamente por Argyll, aunque al principio los Campbell estuvieron bajo el control de los Señores de Lorne, jefes del Clan MacDougall. Los MacDougalls asesinaron al jefe Campbell Cailean Mór (Colin Campbell) en 1296 en la Batalla de Red Ford). Los jefes posteriores del Clan Campbell han adoptado MacCailean Mór como su patronímico gaélico.
Entre 1200 y 1500 los Campbell emergieron como una de las familias más poderosas de Escocia, dominantes en Argyll y capaces de ejercer su influencia desde Edimburgo a las Hébrides y Tierras altas occidentales.

### Guerras de Independencia escocesa
La familia de Colin Campbell serían firmes partidarios de Robert Bruce, por lo que recibieron tierras, títulos y buenos matrimonios tras el triunfo del rey. Durante las Guerras de Independencia escocesa los Campbell lucharon por Escocia en la Bannockburn en 1314. Durante el siglo XIV el Clan Campbell expandió sus tierras y poder. Esto se explica en parte por la lealtad de Sir Neil Campbell (Niall mac Caile), (d.1315), a la causa de Robert Bruce– una lealtad recompensada por su  matrimonio con la hermana de Bruce, Mary La familia también tenía fuertes conexiones con los Stewart así como con los Bruces en la época de Cailean Mór. Sir Neil, como estrecho aliado de Robert Bruce recibió extensas tierras confiscadas a los MacDougall, Señores de Lorne y otros enemigos de los Bruces en Argyll.

### SigloXVy relaciones reales

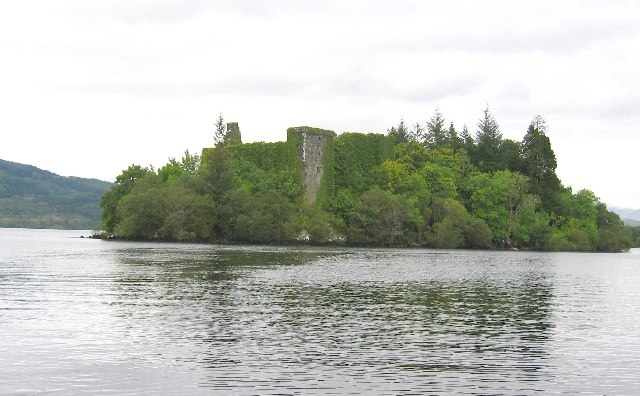
Innis Chonnell Castle en Loch Awe, posiblemente la sede más antigua del Clan Campbell.

Los Campbell apoyaron a la Corona durante el siglo XV. A finales del siglo XV el poder de los Señores de las Islas (jefes de Clan Donald) que eran los rivales más poderosos de la Corona, habían sido debilitados, convirtiendo a los Campbell en la mayor potencia de la zona. A partir de ese momento, los Campbell actuaron como el instrumento principal de la autoridad lo que podría ser la causa de su antigua enemistad con los MacDonald.
Los descendientes de Sir Duncan Campbell, Lord Campbell (Donnchadh) y su esposa Lady Marjorie Stewart sería descendientes también de Robert Bruce, Rey de Escocia y Robert II Stewart, Rey de Escocia. Lady Marjorie Stewart, nacida en 1390 era hija del hijo del rey Roberto II, Robert Stewart, duque de Albany.
El primer Lordr Campbell fue creado en 1445, y a partir del siglo XV los Campbell desempeñaron progresivamente funciones más importantes. Durante el reinado de Jacobo I, la autoridad real lanzó una campaña contra los Stewart de Albany y sus aliados occidentales, aunque Duncan Campbell, se libró del destino de sus parientes de Albany que fueron ejecutados o exiliados.
Colin Campbell, I conde de Argyll (Cailean) fue elevado a nobleza como Conde de Argyll en 1457, convirtiéndose posteriormente en Barón de Lorn. Recibió también tierras en Knapdale, signo del poder de los Argylls en Escocia. En 1493 después de la caída de los MacDonald, Señores del Islas, los Campbell se pudieron considerar como los sucesores naturales del Clan Donald como líderes de los gáelicos de las Hébridas y las Highlands occidentales. El Señorío Campbell se convirtió así en uno de los bastiones más significativos de la cultura y el conocimiento gaélico en la Baja Edad Media y primera Edad Moderna de Escocia.
En la Batalla de Knockmary, 1490, el Clan Campbell y el Clan Drummond se unieron para derrotar al Clan Murray. Este hecho fue conocido también como la Masacre de Monzievaird. En 1499, los Campbell de Inverliver derrotaron al Clan Calder en la Batalla de Daltullich y Sir John Campbell, el hijo menor del Conde de Argyll, recibió la propiedad de Calder y Cawdor Castle a través de su matrimonio con la heredera, Muriel Calder.

### SigloXVIy conflictos de clan
En 1513 el II Conde de Argyll murió junto con muchos de su clan en la Batalla de Flodden.
La Batalla de Langside tuvo lugar en 1568 y en ella el jefe del Clan Campbell, Archibald Campbell, V conde de Argyll, mandó el ejército de María I de Escocia.
En 1567, estalló un conflicto entre el Clan Campbell y el Clan Arthur. Duncan MacArthur y su hijo, de los MacArthur de Loch Awe, fueron víctimas de su propio éxito cuando fueron ahogados por sus vecinos, celosos de su poder, durante una escaramuza con los Campbell. En los archivos del castillo de Inveraray se localizó una carta datada en 1567 que confirma el perdón concedido a los Campbell de Inverawe por el "ahogamiento del Clan Arthur". Se cree que los MacArthur fueron empujados hacia el lago mientras intentaban defenderse. En los años 70, se desenterró una espada antigua en la orilla del loch.
En 1594 Archibald Campbell, VII conde de Argyll estuvo concedido una Comisión Real contra el Conde de Huntly pero fue derrotado en la Batalla de Glenlivet.

### SigloXVIIy Guerra Civil
El apoyo de los Campbell al Gobierno central les proporcionó numerosas recompensas: En 1607 Archibald Campbell, VII conde de Argyll recibió las antiguas tierras de los MacDonald de Kintyre y en 1615 se permitió a Campbell de Cawdor adquirir la isla de Islay que anteriormente había pertenecido a los Macleans de Duart.

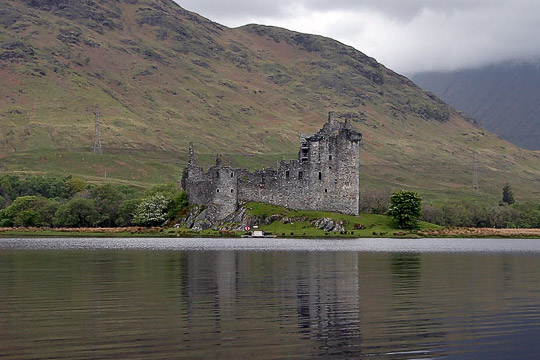
Kilchurn Castle, sede de los Campbell de Glenorchy.

En la Batalla de Inverlochy (1645), los Covenanters escoceses, liderados por Archibald Campbell, I marqués de Argyll fueron derrotados por las fuerzas realistas del Marqués de Montrose cuyo ejército estaba formado por miembros de los clanes MacDonald, Maclean y varios clanes irlandeses. Tras la Batalla de Inverlochy, Montrose y los Macleans quemaron Castle Campbell, pero los Campbell conservaron el castillo. Tras la Batalla de Inverlochy el Clan Lamont aprovechó y saqueó las tierras de los Campbell. Sin embargo, en 1646 el Clan Campbell respondió y masacró al Clan Lamont en la conocida como Masacre de Dunoon. Los vengativos Campbell saquearon también las tierras de los del Clan Maclean que les habían derrotado en Inverlochy y rindieron Duart Castle.
En 1648 en la Batalla de Stirling (1648) los Covenantes del Kirk Party de Archibald Campbell, fueron derrotados por los Covenantes Engager de Sir George Munro, partidarios del Conde de Lanark.
En 1672 se enfrentaron Clan Campbell y Clan Sinclair. Las deudas habían forzado a George Sinclair, VI Conde de Caithness a renunciar a sus títulos y propiedades a favor de Sir John Campbell, que tomó posesión de las mismas a la muerte de Sinclair  en mayo de 1676, y fue creado conde de Caithness en junio del año siguiente. El heredero de Sinclair, George Sinclair de Keiss se negó a aceptarlo y ocupó las tierras en 1678, lo que llevó a la Batalla de Altimarlech, el 13 de julio de 1680, entre ambos clanes, con victoria final de los Campbell. La leyenda cuenta que murieron tantos Sinclair que los Campbell podían capaces de cruzar el río sin mojarse los pies. Tras fracasar en su intento de recuperar su herencia por la fuerza, Sinclair de Keiss recurrió a la ley. Ocupó su sitio como Conde de Caithness el 15 de julio de 1681, y pudo recuperar sus tierras el 23 de septiembre. Campbell fue creado Conde de Breadalbane como compensación.
En 1678 Archibald Campbell, el noveno conde de Argyll dirigió a los Campbell de Argyll en una expedición a la Isla de Mull y conquistó Duart Castle al Clan Maclean. Sin embargo, Argyll fue decapitado el 30 de junio de 1685 por su participación en el levantamiento de Argyll en apoyo de la Rebelión del duque de Monmouth contra Jacobo VII. Posteriormente, en 1692 Archibald Campbell, el primer duque de Argyll volvió a conquistar Duart Castle.
En 1692, 38 personas desarmadas del Clan MacDonald de Glencoe fueron asesinados en la Masacre de Glencoe aprovechando una iniciativa gubernamental para suprimir el Jacobismo. La matanza de MacDonald a manos de soldados dirigidos por Robert Campbell de Glenlyon, después de disfrutar su hospitalidad durante una semana era una afrenta importante de la ley y tradición escocesa. La mayoría de los soldados no eran Campbell, pero una convocatoria emitida unos meses antes incluía seis Campbell además de Robert Campbell.

### SigloXVIIIy Revueltas Jacobitas

#### Levantamiento jacobita de 1715
Durante los levantamientos Jacobitas del siglo XVIII el Clan Campbell apoyó al gobierno británico de los Hannover. El 23 de octubre de 1715, el jefe John Campbell, II duque de Argyll se enteró de que un grupo rebeldes estaba cruzando cerca de Castle Campbell, hacia Dunfermline y envíó un grupo de caballería que atacó y derrotó a los rebeldes en la conocida como Escaramuza de Dunfermline. Un mes más tarde las fuerzas británicas, incluyendo hombres del Clan Campbell, se enfrentaron a los jacobitas en la Batalla de Sheriffmuir. De todos modos, hubo algunos Campbell que apoyaron al bando jacobita, liderados por el hijo de Campbell de Glenlyon cuyo padre había mandado las tropas de Gobierno en la Masacre de Glencoe contra los del Clan MacDonald 22 años antes. Ambas familias resolvieron entonces sus diferencias y juraron ser hermanos de armas, luchando juntos en Sheriffmuir. No obstante, los probritánicos dirigidos por John Campbell derrotaron a los jacobitas.

#### La Guardia Negra
En 1725, se formaron seis Compañías independientes de las Highland para apoyar al Gobierno: tres del Clan Campbell, una del Clan Fraser de Lovat, una del Clan Munro y una del Clan Grant. Estas compañías fueron conocidas como Reicudan Dhu, o Guardia Negra.

#### Levantamiento Jacobita de 1745
Justo antes de 1745, las fuerzas del Clan Campbell habían sido estimadas en unos 5.000 hombres. Durante el levantamiento Jacobita de 1745, el Clan Campbell continuó apoyando al Gobierno británico. Lucharon contra los rebeldes jacobitas en Falkirk (1746) donde las fuerzas del Gobierno fueron derrotadas. Sin embargo, poco después los Campbell resistieron el asedio de los jacobitas. Los Campbell participaron también en la escaramuza de Keith. En la Batalla de Culloden en 1746 que significó la derrota definitiva de los jacobitas, los Campbell lucharon en el bando gubernamental aportando cuatro compañías de la milicia de los Campbell de Argyll, tres compañías de Loudon Highlanders bajo las órdenes del Teniente Coronel John Campbell y una compañía del 43 regimiento de Highlanders mandada por el capitán Dugald Campbell de Auchrossan.

## Castillos

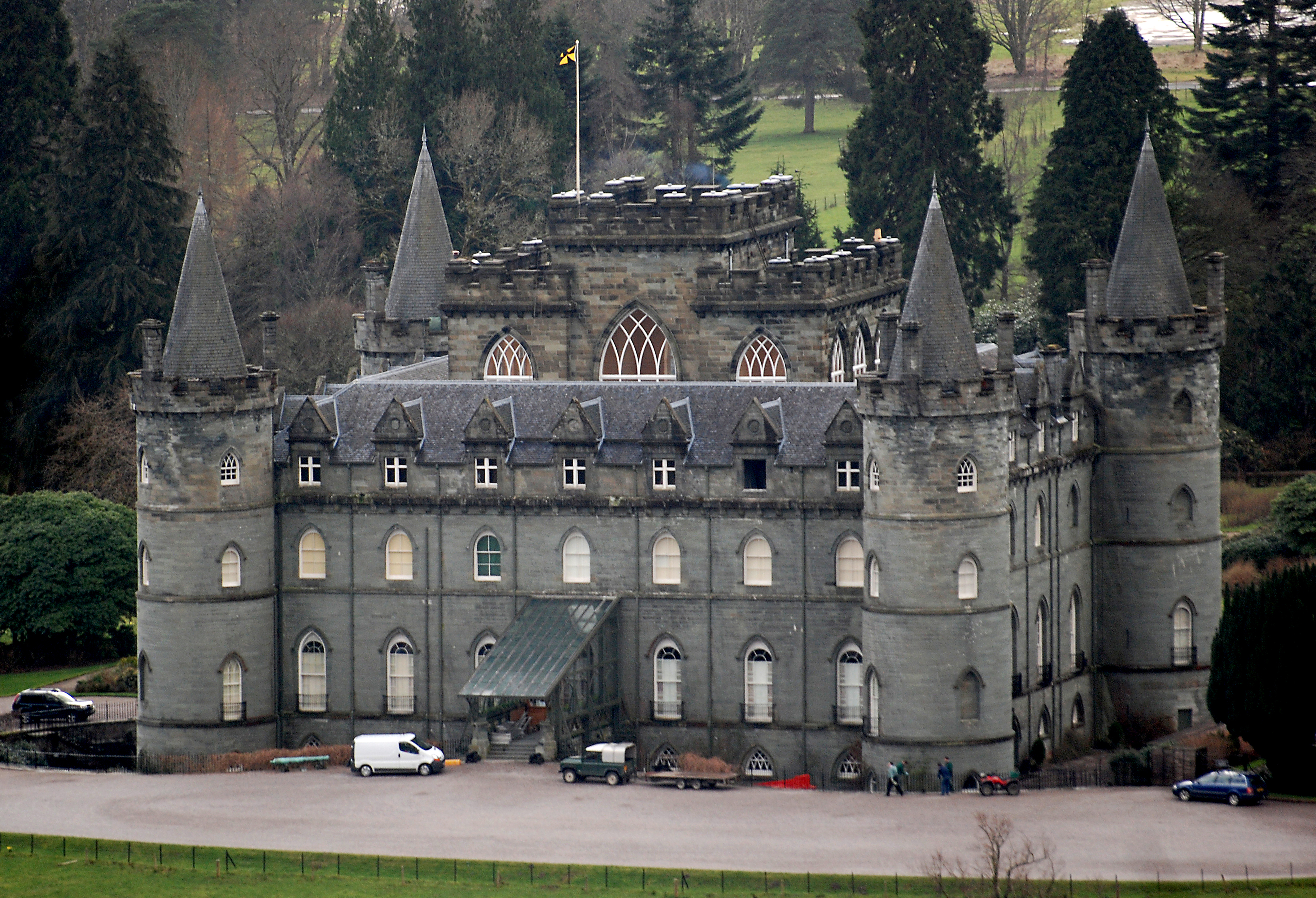
Inveraray Castle, sede del Duque de Argyll, Jefe de Clan Campbell

Entre los castillos que han pertenecido al Clan Campbell destacan, entre muchos otros:
- Inveraray Castle en Argyll es la sede actual del Jefe de Clan Campbell.[27] La mansión simétrica actual con torres y torretas fue construida en 1743 y reemplazó un castillo anterior del siglo XV. Contiene una "sala del clan" con información para miembros de Clan Campbell.
- Castle Campbell, originalmente conocido como Castle Gloom, adquirido por matrimonio desde el Clan Stewart a Colin Campbell, I conde de Argyll quién lo rebautizó Castle Campbell. Durante la Guerra Civil fue incendiado por el General Monk para Oliver Cromwell y se dice que también el Clan Ogilvy le prendió fuego para vengarse por el incendio de Airlie Castle.
- Innis Chonnell, posiblemente la sede más antigua del Clan Campbell.
- Kilchurn, sede de los Campbell de Glenorchy. Las tierras eran originalmente propiedad del Clan MacGregor pero pasaron a manos de los Campbell de Glenorchy que construyeron o reconstruyeron el castillo. Duncan Campbell de Glenorchy, conocido como Black Duncan de los Siete Castillos hizo construir castillos en Kilchurn, Achallader, Loch Dochart, Finlairg, Balloch (Taymouth) y Edinample.
- Finlarig Castle, se de los Campbell de Breadalbane.
- Edinample Castle, de los Campbell de Glenorchy.
- Carnasserie Castle, ha pertenecido al Clan Campbell desde el siglo XVI.
- Cawdor Castle, originalmente sedeo de los jefes de Clan Calder, más tarde pasó al Clan Campbell de Cawdor.
- Loudoun Castillo en Ayrshire, es una mansión del siglo XIX que incluye construcciones de un castillo del siglo XV, originalmente del Clan Crawford, pero que pasó a los Campbell por matrimonio en el siglo XIV.  John Campbell, fue hecho Conde de Loudon en 1641. En 1650 el castillo fue rendido al General Monk.

## Tartanes

El tartán de la Guardia Negr, también conocido como el Governmet sett, o el Campbell tartan. El tartan fue utilizado, y aún se usa, por varias unidades militares en la Commonwealth.

A pesar de existen muchos tejidos basados en el tartán Campbell, el Jefe de Clan reconoce sólo cuatro:
- Campbell: Conocido generalmente como el tartán de la Guardia Negra o el Government Sett. La Guardia Negra, creada en 1695 para vigilar el contrabando de ganado en las Highlands, fue transformado en milicia en 1725 por el General Wade (después del Acta de Unión de 1707), convirtiéndose en el primer Regimiento De montaña del Ejército británico.[28] Todos los tartanes Campbelln está basados en este modelo. El tartán fue y es utilizado por varias unidades militares de la Commonwealth.
- Campbell de Breadalbane: Este tartán puede ser llevado por los Campbell del Breadalbane, o por los de Glenorchy.
- Campbell de Cawdor: Este tartán puede ser llevado por miembros los Campbell de Cawdor.
- Campbell de Loudoun: Tartán de los Campbell de Loudoun.

El Sexto Duque de Argyll añadió una línea blanca a su tartán para distinguirse como Jefe de Clan. Fue el único miembro en hacerlo, pero el tartán ha persistido como "Campbell de Argyll". Este tartán, al igual que ningún otro diferente de los indicados, no tiene el reconocimiento del clan.

## Ramas
| Duque of Argyll         | Marqués de Breadalbane  | Conde de Cawdor         | Conde de Loudoun        |
| Campbell de Aberuchill  | Campbell de Ardchattan  | Campbell de Barcaldine  | Campbell de Cawdor      |
| Campbell de Clathick    | Campbell de Lawers      | Campbell de Lochaw      | Campbell de Lochdochart |
| Campbell de Lochnell    | Campbell de Monzie      | Campbell de Moy         | Campbell de Ottar       |
| Campbell de Parque      | Campbell de Possil      | Campbell de Smiddygreen | Campbell de Craignish   |
| Campbell de Auchinbreck | Campbell de Auchawillig | Campbell de Ardentinny  | Campbell de Ardkinglas  |
| Campbell de Gargunnock  | Campbell de Inverneil   | Señor Stratheden        | Campbell de Netherplace |
| Campbell de Glenlyon    | Campbell o fLix         | Campbell de Blythswood  | Campbell de Glenfalloch |
| ----------------------- | ----------------------- | ----------------------- | ----------------------- |

- Campbell de Aberuchill
- Campbell de Ardkinglas
- Campbell de Argyll
- Campbell de Auchinbreck
- Campbell de Barbreck (Viejo)
- Campbell de Barcaldine
- Campbell de Breadalbane y Holanda
- Campbell de Carrick Bouy
- Campbell de Cawdor
- Campbell de Craignish
- Campbell de Dunstaffnage
- Campbell de Duntroon
- Campbell de Gartsford
- Campbell de Glenorchy
- Campbell de Inverawe
- Campbell de Inverneill
- Campbell de Kenmore y Melfort
- Campbell de Lochnell
- Campbell de Loudoun
- Campbell de Lundie (Viejo)
- Campbell de Marchmont
- Campbell de Ormidale (Viejo)
- Campbell de Nutria (Viejo)
- Campbell de Possil
- Campbell de Skipness
- Campbell de Strachur
- Campbell de Succoth